# Круглий стіл

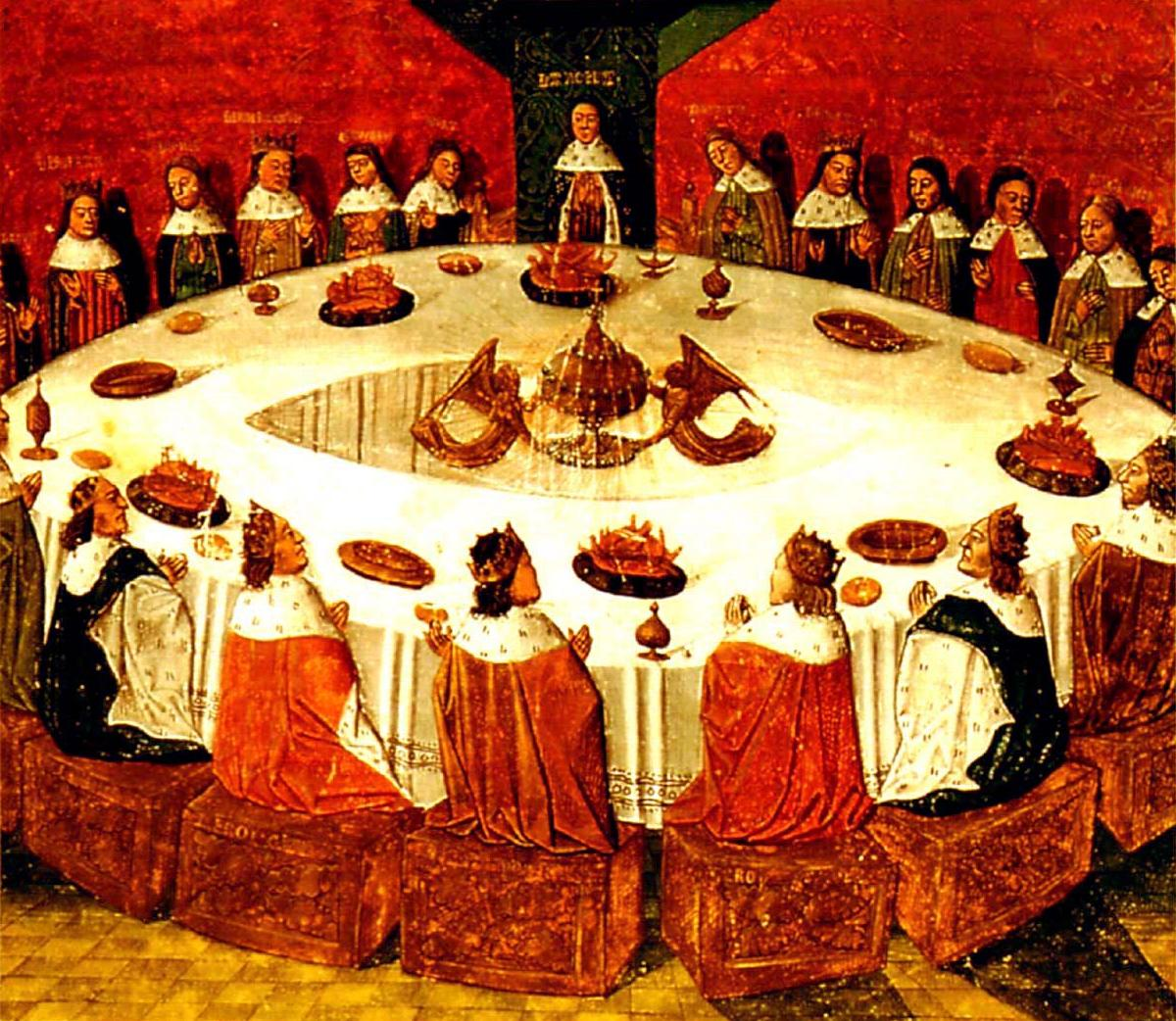
Грааль у середині круглого стола - ілюстрація із французького рукопису XIV століття

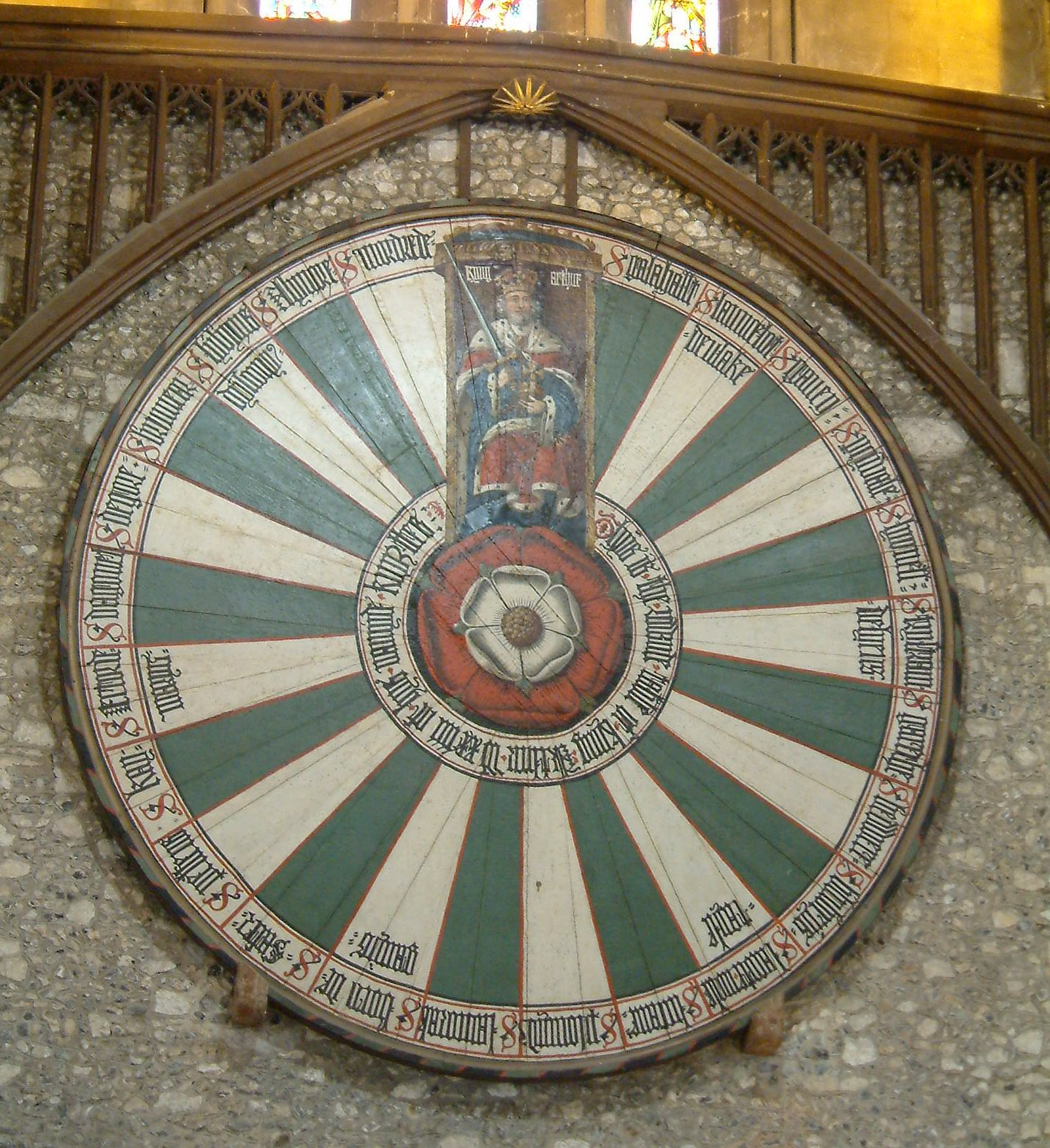
Вінчестерський Круглий Стіл

Кру́глий стіл — форма публічного обговорення чи висвітлення якихось питань, коли учасники висловлюються у визначеному порядку; нарада, обговорення проблем з рівними правами учасників. 
Поняття Круглого стола ввів англо-нормандський поет Роберт Вас близько 1150 року у своїх історіях про короля Артура. У цей час у Європі процвітало місництво — правила й норми, розроблені в ході формування станів, які визначали ранг родини (насамперед, знатної) і її окремих членів, їхні взаємини з іншими родинами при призначенні на військову службу, адміністративну посаду, участі в офіційних урочистостях. Формальним вираженням знатності в цій системі було право знаходитися (сидіти) якнайближче до суверена. Серед феодалів часті були суперечки про місце, що приводили до важких конфліктів, аж до збройних.
За легендою, король Артур увів саме круглий стіл для того, щоб учасники бенкетів не сперечалися один з одним за краще місце і почували себе рівноправними. При цьому сам король не сідав за Круглий стіл.
Пізніше історії про короля Артура стали поширюватися у фольклорі і європейської (англійської, французької, німецької) літературі, Круглий стіл став одним з основних атрибутів цих історій. Кількість лицарів Круглого стола різнилася — у французьких текстах ХІІІ століття згадується 150, 240 й 366, а в поемі Лайамона "Брут" зазначено 1600 лицарів.